# Bellevalia douinii
Bellevalia douinii là một loài thực vật có hoa trong họ Măng tây. Loài này được Pabot & Mouterde mô tả khoa học đầu tiên năm 1966.